# Fire Dances
Fire Dances è il quarto album in studio del gruppo musicale post-punk inglese Killing Joke, pubblicato nel 1983.

## Tracce
Side A
1. The Gathering – 3:11
2. Fun and Games – 4:05
3. Rejuvenation – 4:00
4. Frenzy – 3:46
5. Harlequin – 3:57

Side B
1. Feast of Blaze – 3:35
2. Song and Dance – 5:13
3. Dominator – 4:28
4. Let's All Go (to the Fire Dances) – 3:19
5. Lust Almighty – 3:50

## Formazione
- Jaz Coleman - voce, sintetizzatore
- Kevin "Geordie" Walker - chitarra
- Paul Raven - basso
- Paul Ferguson - batteria, cori

## Classifiche
| Classifica (1983) | Posizione raggiunta |
| ----------------- | ------------------- |
| Regno Unito       | 29                  |